# مانوئلا گروس
مانوئلا گروس (انگلیسی: Manuela Groß؛ زادهٔ ۲۹ ژانویهٔ ۱۹۵۷) اسکیت‌باز نمایشی اهل آلمان است.